# Munona haxairei
Munona haxairei är en fjärilsart som beskrevs av De Toulgoët. Munona haxairei ingår i släktet Munona och familjen björnspinnare. Inga underarter finns listade i Catalogue of Life.